# Cnemidocarpa stolonifera
Cnemidocarpa stolonifera (лат.) — вид крупных одиночных асцидий из семейства Styelidae. Обитает на восточном тихоокеанском побережье Австралии. Описан британским биологом Уильямом Эбботом Хердманом в 1899 году.

## Описание
C. stolonifera — крупный одиночный тропический оболочник с морщинистым телом с ярко-красными, оранжевыми, реже коричневыми углублениями. Округлые выступы — серые или беловатые. Длина тела может достигать 10 см, иногда лодкообразное (округлые внизу, вогнутые вверху). Стебель и нижняя половина тела часто засыпаны песком.

## Ареал и местообитание
C. stolonifera встречается на восточном побережье Австралии от центрального Нового Южного Уэльса до Квинсленда. Обитает на глубине до 33 м.

## Экология
Как и другие оболочники, C. stolonifera питаются путём фильтрации. Вода поступает в организм через ротовой сифон под действием ресничек, выстилающих жаберные щели, частицы пищи извлекаются и вода выводится через клоакальный сифон. Является гермафродитом. Обитает на коралловых рифах и океанском дне.